# Natatolana gallica
Natatolana gallica là một loài chân đều trong họ Cirolanidae. Loài này được Hansen miêu tả khoa học năm 1905.